# Mehdi Rahmati
Seyyed Mehdi Rahmati (in persiano سید مهدی رحمتی‎; Teheran, 3 febbraio 1981) è un allenatore di calcio ed ex calciatore iraniano di ruolo portiere, tecnico dello Nassaji Mazandaran.

## Palmarès

### Club
- Iran Pro League: 4

Esteghlal: 2005-2006
Sepahan: 2009-2010
Sepahan: 2010-2011
Esteghlal: 2012-2013
- Coppa dell'Iran: 2

Fajr Sepasi: 2000-2001
Esteghlal: 2011-2012

### Nazionale
- Giochi asiatici: 1

2002
- Campionato di calcio della federazione calcistica dell'Asia occidentale: 1

2004

### Individuale
- Iran Football Federation Award: 2

Portiere dell'anno: 2007-2008, 2012-2013
- Portiere dell'anno Football Iran News & Events: 2

2007-2008, 2012-2013